# Kollmar & Jourdan-Haus

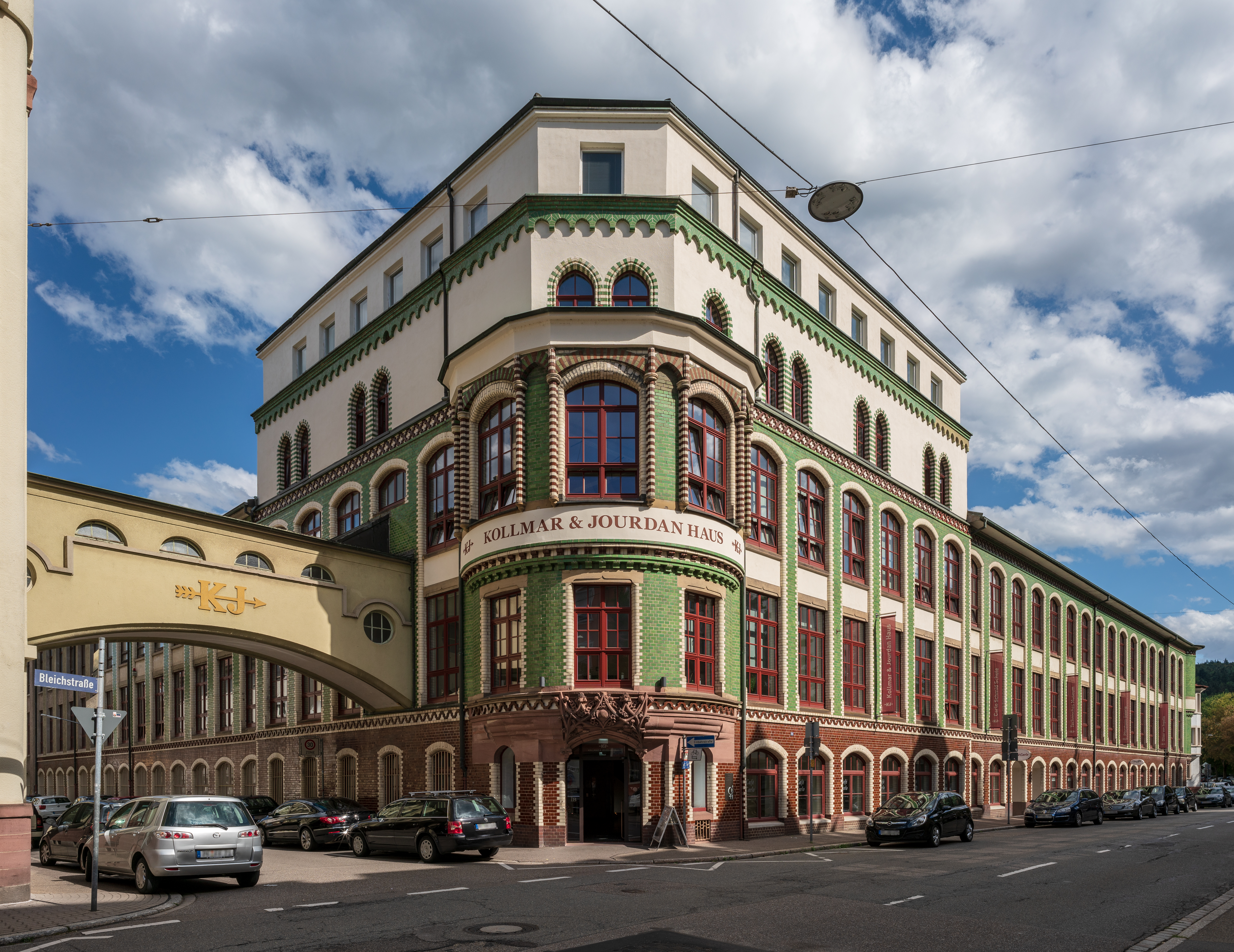
Ansicht des Gebäudeteils Bleichstraße 81 mit dem Haupteingang. Links der Fußgängerübergang zum Gebäudeteil Bleichstraße 77.

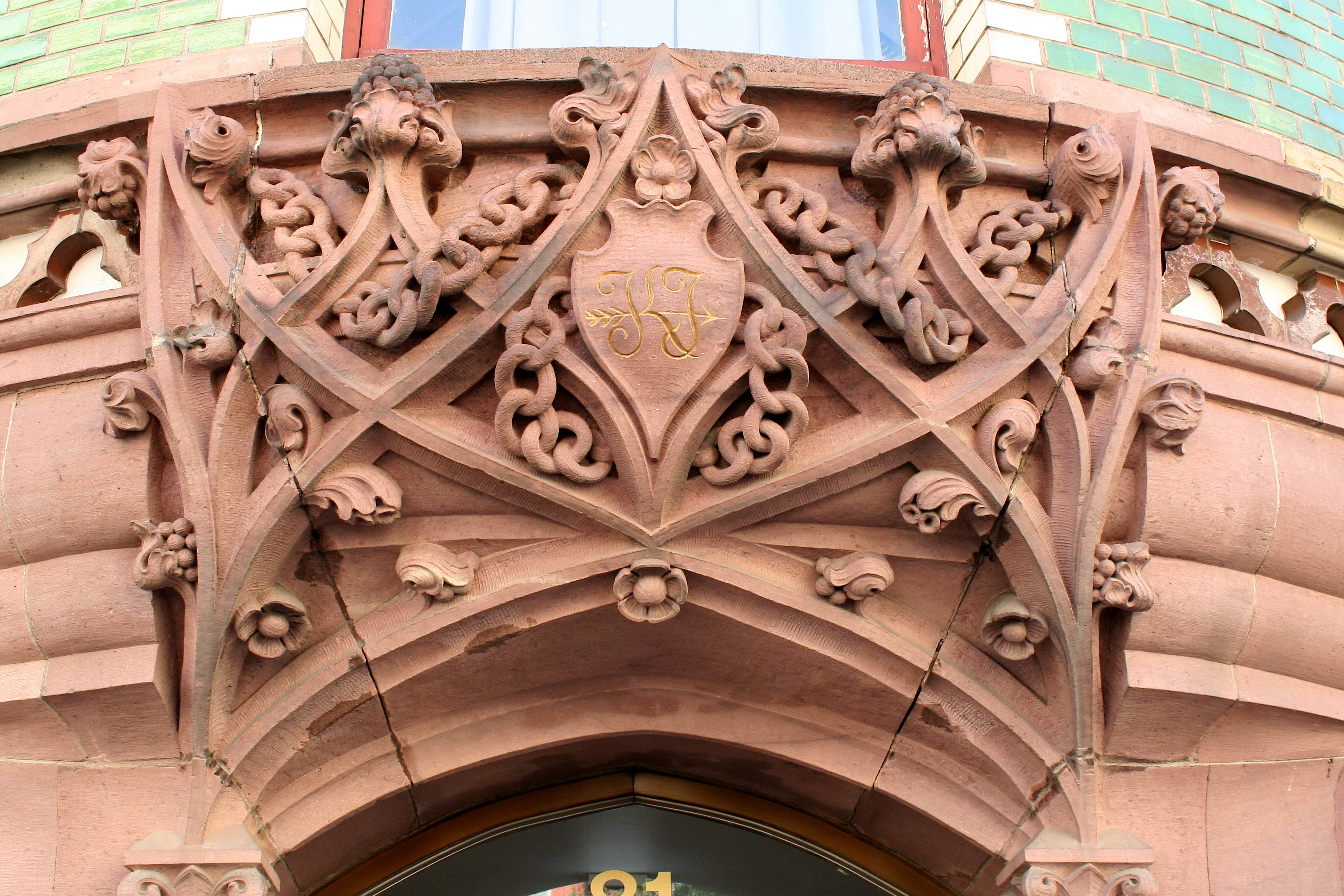
Supraporte des Haupteingangs, Bleichstraße 81.

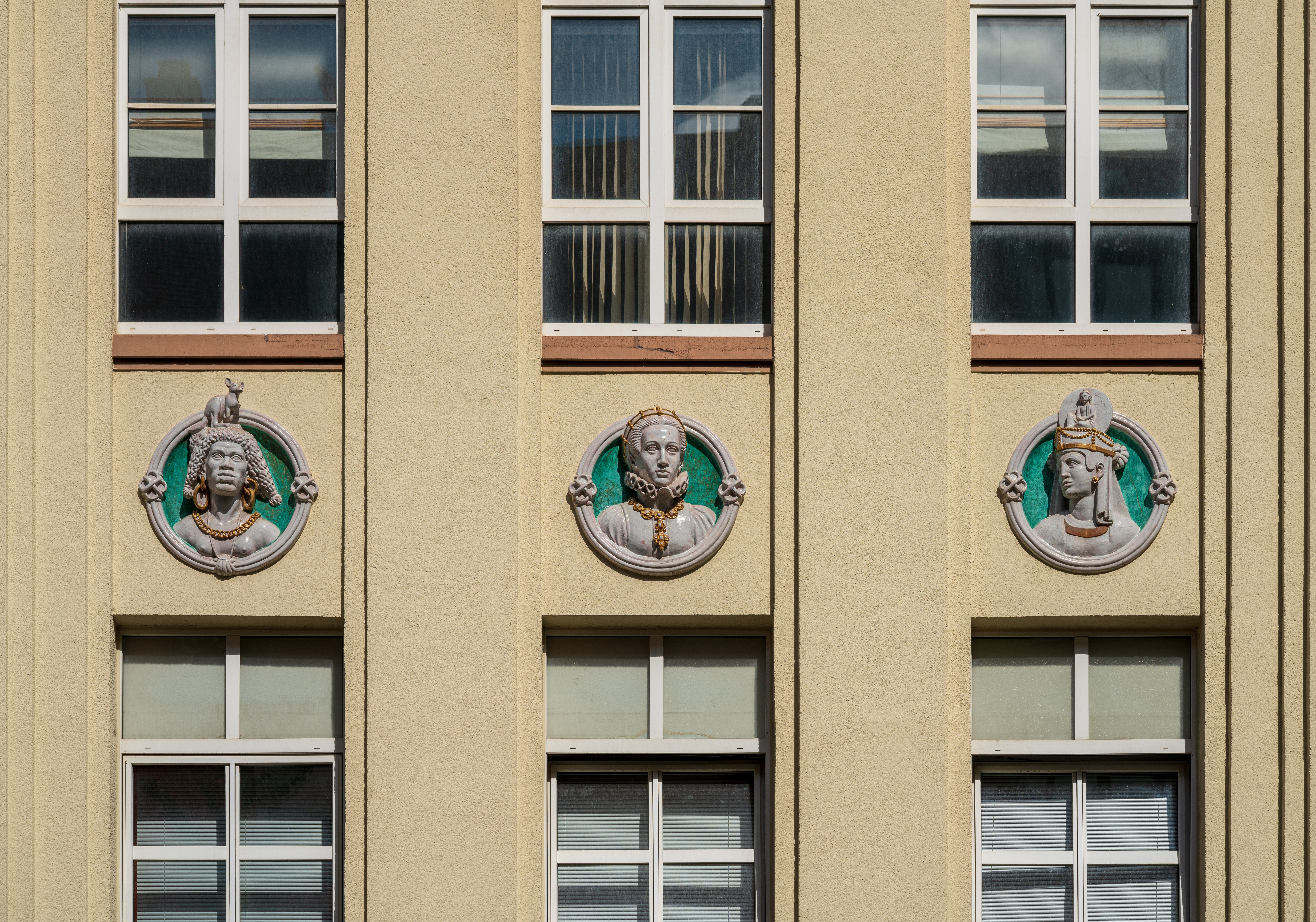
Die mittleren drei der fünf Reliefbüsten stellen Australien, Europa und Asien dar.

Das Kollmar & Jourdan-Haus ist ein denkmalgeschütztes ehemaliges Fabrikgebäude der Kollmar & Jourdan AG an der Bleichstraße 77 bis Bleichstraße 81 in Pforzheim. Es beherbergt das Technische Museum der lokalen Schmuck- und Uhrenindustrie, die Pforzheim Galerie und die Carlo Schmid Schule Pforzheim des Internationalen Bundes. 
Das Fabrikgebäude wurde zwischen 1901 und 1910 nach Plänen des Architekturbüros Hermann Walder gebaut und beherbergte bis 1977 eine Schmuck- und Bijouterie-Manufaktur. 
Ein besonderes Jugendstil-Merkmal stellt die mit farbig glasierten Sichtziegeln verkleidete Straßenseite des Gebäudes dar. Die außergewöhnliche Farbgestaltung zeigt hellgrüne Wandflächen unterbrochen von blassweißen und bräunlichen Tönen.
In den Brüstungen des zweiten Obergeschosses wurden Schmuckmedaillons aus Keramik eingefügt. Diese Schmuckmedaillons an der Bleichstraße 77 zeigen Relief-Tondi mit fünf figürlichen Reliefbüsten, die die fünf Erdteile symbolisieren: Afrika, Australien, Europa, Asien und Amerika. Die Supraporte des Haupteingangs an der Bleichstraße 81 zeigt Formen der Gotik.